# Distrito Regional de Squamish-Lillooet
O Distrito Regional de Squamish-Lillooet (enumerado como 25) é um dos 29 distritos regionais da Colúmbia Britânica, no oeste do Canadá. O distrito está localizado no centro-oeste da Colúmbia Britânica e cobre uma área de 16.353,68 quilômetros quadrados.